# 星槎国際高等学校芦別学習センター
星槎国際高等学校 芦別学習センター（せいさこくさいこうとうがっこう あしべつがくしゅうセンター）は、北海道芦別市にある星槎国際高等学校の学習センター。国際理解教育実施校。

## 沿革
- 1999年
  - 4月 - 星槎国際高等学校 本部校として開校[2]
- 2018年
  - 併設する星槎スクーリングセンターが閉鎖[3]
- 2019年
  - 4月 - 本部校を芦別から札幌に変更、それに伴い本部校を芦別学習センターへ名称変更。